# 에듀분투
에듀분투(Edubuntu, 이전 이름: 우분투 에듀케이션 에디션/Ubuntu Education Edition)는 우분투 운영 체제의 공식 파생판으로, 학교 내 교실, 집, 커뮤니티에서 사용할 것을 염두에 두고 설계되었다.
에듀분투는 여러 나라의 선생들과 기술자들이 협업하여 개발되고 있다. 에듀분투는 우분투 기반으로 되어 있으며, LTSP(리눅스 터미널 서버 프로젝트) 신 클라이언트 구조와 일부 교육 관련 응용 프로그램들을 내장하고 있고, 6세에서 18세 사이의 사용자들을 대상으로 한다.

## 같이 보기
- 리눅스 배포판
- Skolelinux 데비안 퓨어 블렌드
- 페도라 기반의 에듀리눅스
- 주분투 LTS 버전 기반의 우버스튜던트 리눅스
- 우분투 기반의 OSDD리눅스